# Реј Бредбери
Реј Даглас Бредбери (енгл. Ray Douglas Bradbury; Вокиган, 22. августа 1920. — Лос Анђелес, 5. јун 2012) био је амерички писац научне фантастике. Kao један од најславнијих америчких писаца 20. века, радио је у различитим модовима, укључујући фантазију, научну фантастику, хорор, мистерију и реалистичну фантастику.
Претежно познат по писању иконичног дистопијског романа Фаренхајт 451 (1953), и његовим научнофантастичним и хорор колекцијама прича, Марсовске хронике (1950), Илустровани човек (1951), и Ја певам телесно електрично (1969), Бредбери био је један од најславнијих америчких писаца 20. и 21. века. Док је већина његових најпознатијих дела из области фантастичне фантастике, он је исто тако писао и у другим жанровима, попут романа о досезању пунолетства Маслачково вино (1957) и фикционализованих мемоара Зелене сенке, бели кит (1992).
Након његове смрти 2012. године, Њујорк тајмс је Бредберија назвао „писцем најодговорнијим за увођење модерне научне фантастике у главни књижевни ток”.

## Биографија
Реј Бредбери рођен је 22. августа 1920. године у Вокигану, у држави Илиноис, а умро је Лос Анђелесу 22. августа 2012. године, од мајке Естер Бредбери (1888–1966), шведског имигранта, и оца Леонарда Сполдинга Браедберија Bradbury (1890–1957), енглеског порекла. Најпознатији је по дистопијском роману Фаренхајт 451 који је његов први роман објављен 1953. године. То је антиутопијска прича о друштву које, у име једнакости, спаљује књиге, а и уништава индивидуалност појединаца. Постоје и они који пружају отпор који живе алтернативни живот у дивљини. Франсоа Трифо је 1967. године снимио филм по овој књизи.
Познат је и по збиркама прича Марсовске хронике и Илустровани човек. Многа његова дела су екранизована у виду телевизијских серија и играних филмова.
Убедљива атмосфера (најчешће богата тамним валерима) владање тензијама, интересантни заплети и лирски описи (где је склон претеривању) карактеристични су за дела овог писца који је за живота постао класик жанра.
Његово име је сврстано при врху листа најзначајнијих аутора научне фантастике 20. века поред Исака Асимова, Артура Кларка, Станислава Лема.
У каријери, која је трајала више од седамдесет година, Реј Бредбери је инспирисао генерације читалаца да сањају, размишљају и стварају.
Преко 500 прича, које је објављивао Бредбери током плодоносне каријере, дуго времена нису могле да се сврстају у науну фантастику по неким жанровском чистунцима, за разлику од читалаца који су били више него задовољни.

## Каријера
Бредберијева прва објављена прича била је „Холербохенова дилема“, која се појавила у издања фанзина Imagination! Фореста Џ. Акермана из јануара 1938. године. У јулу 1939. Акерман и његова девојка Моројо дали су 19-годишњем Бредберију новац да се упути у Њујорк на Прву светску конвенцију научне фантастике у Њујорку и финансирали су Бредберијев фанзин под називом Futuria Fantasia. Бредбери је написао већину од своја четири издања, свако ограничено на мање од 100 примерака. Између 1940. и 1947. био је сарадник у филмском часопису Роба Вагнера, Script.
Године 1939, Бредбери се придружио Ларејн Дејовом Wilshire Players Guild, где је две године писао и глумио у неколико представа. Оне су биле, како је Бредбери касније описао, „толико невероватно лоше“ да је одустао од писања драма на две деценије. Бредберијево прво плаћено дело, „Пендулум“, написано са Хенријем Хасом, објављено је у палп часопису Супер научне приче у новембру 1941. године, за шта је зарадио 15 долара.
Бредбери је продао своју прву соло причу, „Језеро“, за 13,75 долара кад му је било 22 године и постао писац са пуним радним временом у својој 24. години. Његову прву збирку кратких прича, Мрачни карневал, објавила је 1947. Аркам Хаус, мала издавачка кућа из Саук Ситија у Висконсину, у власништву писца Oгaста Дерлета. Рецензирајући Мрачни карневал за Њујорк Хералд Трибјун, Вил Капи је прогласио Бредберија „прикладним за општу потрошњу“ и предвидео да ће постати писац калибра британског писца фантастике Џона Колијера.
Након обавештења о одбијању из палп часописа Weird Tales, Бредбери је послао „Повратак кући” часопису Mademoiselle, што је привукло пажњу младог уредника редакције по имену Труман Капоте. Капоте је пружио подршку Бредберијевом рукопису, што је довело до његовог објављивања. Дело Повратак кући је освојило место у награди О. Хенрија Приче 1947. године.
У Пауел библиотеци UCLA, у радној соби са писаћим машинама на изнајмљивање, Бредбери је написао своју класичну причу о спаљивању књига, Ватрогасац, која је имала око 25.000 речи. Касније је објављена са око 50.000 речи под називом Фаренхајт 451, по укупној цени од 9,80 долара, због библиотечке накнаде за изнајмљивање писаће машине од десет центи за пола сата.
Случајни сусрет у књижари у Лос Анђелесу са британским писцем из иностранства Кристофером Ишервудом дао је Бредберију прилику да преда Марсовске хронике у руке угледног критичара. Уследила је Ишервудова сјајна рецензија.

## Дела
- Марсовски летописи, 1950.
- Илустровани човек, 1951.
- Фаренхајт 451, 1953.
- Октобарска земља, 1956.
- Маслачково вино, 1957.
- Дан када је заувек падала киша, 1959.
- Р је за ракету, 1960.
- Нешто зло нам се прикрада, 1962.
- Јесењи људи, 1965.
- С је за свемир, 1966.
- Сутра у поноћ, 1966.
- Уклети компјутер и андроидски папа, 1981.
- Мрачна земља, 1955
- Стабло вештица
- Тетовирани човек

## Награде
Добитник је Пулицерове награде 2007. године. Године 2004. је добио Националну медаљу за уметност, 2000. године Медаљу Националне фондације за књигу за истакнути допринос америчких писаца.